# Liste von Ralph Siegels Kompositionen für deutsche ESC-Vorentscheide
Sieger
Runner-Up
3. Platz
Letzter Platz
Zweitplatzierter, der für einen disqualifizierten Sieger nachgerückt ist
| Jahr | Interpret                        | Titel (Texter)                                                                                          | Sprache           | Übersetzung Inoffiziell               | Beim Vorentscheid    | Beim Vorentscheid                            | Beim ESC | Beim ESC  |
| Jahr | Interpret                        | Titel (Texter)                                                                                          | Sprache           | Übersetzung Inoffiziell               | Platz                | Bewertung (in Punkten oder anders angegeben) | Platz    | Punktzahl |
| ---- | -------------------------------- | --- | ----------------- | ------------------------------------- | -------------------- | -------------------------------------------- | -------- | --------- |
| 1972 | Edina Pop                        | Meine Liebe will ich dir geben Text: Fred Weyrich                                                       | Deutsch           | –                                     | 6 / 12               | 27                                           | —        | —         |
| 1972 | Adrian Wolf                      | Mein Geschenk an dich Text: Fred Weyrich                                                                | Deutsch           | –                                     | 12 / 12              | 13                                           | —        | —         |
| 1976 | Les Humphries Singers            | Sing Sang Song Text: Kurt Hertha                                                                        | Deutsch           | Singsang-Lied                         | 2 / 12               | 96.705 Stimmen                               | 15 / 18  | 12        |
| 1979 | Dschinghis Khan                  | Dschinghis Khan Text: Bernd Meinunger                                                                   | Deutsch           | Dschinghis Khan (ein Eroberer)        | 1 / 12               | 4.807                                        | 4 / 19   | 86        |
| 1979 | Gebrüder Blattschuss             | Ein Blick sagt mehr als jedes Wort Text: Hans Greiner                                                   | Deutsch           | –                                     | 12 / 12              | 1.854                                        | —        | —         |
| 1980 | Katja Ebstein                    | Theater Text: Bernd Meinunger                                                                           | Deutsch           | –                                     | 1 / 12               | 4.828                                        | 2 / 19   | 128       |
| 1980 | Costa Cordalis                   | Pan Text: Bernd Meinunger                                                                               | Deutsch           | Pan (ein Gott)                        | 2 / 12               | 4.644                                        | —        | —         |
| 1981 | Lena Valaitis                    | Johnny Blue Text: Bernd Meinunger                                                                       | Deutsch           | –                                     | 1 / 12               | 5.023                                        | 2 / 20   | 132       |
| 1981 | The Hornettes                    | Mannequin Text: Bernd Meinunger                                                                         | Deutsch           | Schaufensterpuppe                     | 2 / 12               | 4.304                                        | —        | —         |
| 1982 | Nicole                           | Ein bisschen Frieden Text: Bernd Meinunger                                                              | Deutsch           | –                                     | 1 / 12               | 5.116                                        | 1 / 18   | 161       |
| 1982 | Paola                            | Peter Pan Text: Bernd Meinunger                                                                         | Deutsch           | Peter Pan (Märchenfigur)              | 2 / 12               | 4.318                                        | —        | —         |
| 1982 | Marianne Rosenberg               | Blue-Jeans-Kinder Text: Bernd Meinunger                                                                 | Deutsch           | –                                     | 8 / 12               | 2.862                                        | —        | —         |
| 1984 | Harmony Four                     | Tingel-Tangel-Mann Text: Bernd Meinunger                                                                | Deutsch           | –                                     | 3 / 12               | 3.852                                        | —        | —         |
| 1985 | Heike Schäfer                    | Die Glocken von Rom Text: Bernd Meinunger                                                               | Deutsch           | –                                     | 2 / 12               | 3.597                                        | —        | —         |
| 1985 | Caro Pukke                       | Grün, grün, grün Text: Bernd Meinunger                                                                  | Deutsch           | –                                     | 4 / 12               | 3.535                                        | —        | —         |
| 1986 | Dschinghis Khan Family           | Wir gehör'n zusammen Text: Bernd Meinunger                                                              | Deutsch           | –                                     | 2 / 12               | 4.088                                        | —        | —         |
| 1986 | Chris Heart & Band               | Die Engel sind auch nicht mehr das, was sie war'n Text: Bernd Meinunger                                 | Deutsch           | –                                     | 3 / 12               | 4.027                                        | —        | —         |
| 1986 | Clowns                           | Clowns Text: Michael Kunze & Bernd Meinunger                                                            | Deutsch           | –                                     | 6 / 12               | 3.597                                        | —        | —         |
| 1986 | That's Life                      | Telefon Text: Werner Schüler                                                                            | Deutsch           | –                                     | 12 / 12              | 2.011                                        | —        | —         |
| 1987 | Wind                             | Lass die Sonne in dein Herz Unter Pseudonym: Peter Elversen Text: Bernd Meinunger (als „Bernd Bastino“) | Deutsch           | –                                     | 1 / 12               | 4.445                                        | 2 / 22   | 141       |
| 1987 | Maxi & Chris Garden              | Frieden für die Teddybären Text: Bernd Meinunger                                                        | Deutsch           | –                                     | 2 / 12               | 4.370                                        | —        | —         |
| 1987 | Cassy                            | Aus Unter Pseudonym: Klaus-Peter Burbart Text: Bernd Meinunger (als „Bernd Ruhler“)                     | Deutsch           | –                                     | 7 / 12               | 3.126                                        | —        | —         |
| 1987 | Helen Christie                   | Lieder der Freiheit Unter Pseudonym: Peter Elversen Text: Bernd Meinunger (als „Bernd Bastino“)         | Deutsch           | –                                     | 8 / 12               | 3.059                                        | —        | —         |
| 1987 | Sandy Derix                      | Träume tun weh Unter Pseudonym: Klaus-Peter Burbart Text: Bernd Meinunger (als „Bernd Ruhler“)          | Deutsch           | –                                     | 11 / 12              | 2.902                                        | —        | —         |
| 1988 | Maxi & Chris Garden              | Lied für einen Freund Text: Bernd Meinunger                                                             | Deutsch           | –                                     | 1 / 12               | 4.475                                        | 14 / 21  | 48        |
| 1988 | Tammy Swift                      | Tanzen geh'n Unter Pseudonym: Werner Zylka Text: Bernd Meinunger (als „John O'Flynn“)                   | Deutsch           | –                                     | 7 / 12               | 3.172                                        | —        | —         |
| 1989 | Dorkas                           | Ich hab' Angst Text: Bernd Meinunger                                                                    | Deutsch           | –                                     | 3 / 10               | 7.973                                        | —        | —         |
| 1990 | Chris Kempers & Daniel Kovac     | Frei zu leben Text: Michael Kunze                                                                       | Deutsch           | –                                     | 1 / 10               | 11.955                                       | 9 / 22   | 60        |
| 1992 | Wind                             | Träume sind für alle da Text: Bernd Meinunger                                                           | Deutsch           | –                                     | 1 / 6                | 7                                            | 16 / 23  | 27        |
| 1992 | Lena Valaitis                    | Wir seh'n uns wieder Text: Bernd Meinunger                                                              | Deutsch           | –                                     | 3 / 6                | 1                                            | —        | —         |
| 1994 | Mekado                           | Wir geben 'ne Party Text: Bernd Meinunger                                                               | Deutsch           | –                                     | Interne Entscheidung | Interne Entscheidung                         | 3 / 25   | 128       |
| 1996 | Angela Wiedl & Dalila Cernatescu | Echos Text: Bernd Meinunger                                                                             | Deutsch           | –                                     | 3 / 10               | 11,9 %                                       | —        | —         |
| 1997 | Bianca Shomburg                  | Zeit Text: Bernd Meinunger                                                                              | Deutsch           | –                                     | 1 / 9                | 40,2 %                                       | 18 / 25  | 22        |
| 1997 | All about Angels                 | Engel Text: Bernd Meinunger                                                                             | Deutsch           | –                                     | 7 / 9                | 4,3 %                                        | —        | —         |
| 1998 | Ballhouse                        | Can Can Text: Bernd Meinunger                                                                           | Deutsch           | Cancan (Schneller französischer Tanz) | 6 / 10               | unbek. (<10,1 %)                             | —        | —         |
| 1998 | Köpenick                         | Carneval Text: Bernd Meinunger                                                                          | Deutsch           | Karneval                              | 7 / 10               | unbek. (<10,1 %)                             | —        | —         |
| 1998 | Sharon                           | Kids Text: Bernd Meinunger                                                                              | Deutsch           | Kinder                                | 8 / 10               | unbek. (<10,1 %)                             | —        | —         |
| 1999 | Sürpriz                          | Reise nach Jerusalem - Kudüse sehayat Text: Bernd Meinunger                                             | Deutsch, Türkisch | –                                     | 2 / 11               | 16,2 %                                       | 3 / 23   | 140       |
| 2000 | Corinna May                      | I believe in god Text: Bernd Meinunger                                                                  | Englisch          | Ich glaube an Gott                    | 2 / 11               | 14,2 %                                       | —        | —         |
| 2001 | Lou & Band                       | Happy Birthday Party Text: Bernd Meinunger                                                              | Englisch          | Geburtstagsfeier                      | 3 / 12               | 28,7 % (Runde 2)                             | —        | —         |
| 2001 | German Tenors                    | A song for our friends Text: Bernd Meinunger                                                            | Englisch          | Ein Lied für unsere Freunde           | 4 / 12               | 16,4 % (Runde 1)                             | —        | —         |
| 2002 | Corinny May                      | I can't live without music Text: Bernd Meinunger                                                        | Englisch          | Ich kann nicht ohne Musik leben       | 1 / 15               | 41,1 % (Runde 2)                             | 21 / 24  | 17        |
| 2003 | Lou                              | Let's get happy Text: Bernd Meinunger                                                                   | Englisch          | Lasst uns fröhlich werden             | 1 / 14               | 38,0 % (Runde 2)                             | 11 / 26  | 53        |
| 2005 | Nicole Süßmilch & Marco Matias   | A miracle of love Unter Pseudonym: Mario Mathias Text: Bernd Meinunger (als „John O'Flynn“)             | Englisch          | Ein Wunder der Liebe                  | 2 / 10               | 47,2 %                                       | —        | —         |
| 2016 | Laura Pinski                     | Under the sun we are one Text: Ralph Siegel & Bernd Meinunger (als „John O'Flynn“)                      | Englisch          | Unter der Sonne sind wir eins         | 4 / 10               | 85.642 Stimmen                               | —        | —         |